# Ezók
Az ezo (蝦夷) hosszú és bonyolult történetű, máig megfejtetlen jelentésű japán név. A korai krónikák (Kodzsiki, Nihonsoki) ezókként (meg emisikként, ebiszukként) emlegetik azokat az északi (vagy csak északra szorult) népcsoportokat, amelyek sokáig nem hódoltak meg a délről kiinduló központi hatalomnak, a Jamato-udvarnak, s amelyek ellen az egészen a Heian-korig (794–1185) büntetőexpedíciókat küldött (Jamatotakeru, Minamotók). A 14. századtól a mai Hokkaidó őslakóit, az ainukat jelölik ezzel a névvel, holott korántsem biztos, hogy az előidőkben a kaukazoid ainuk a szigetvilág más részeit nem lakták. Földrajzi névként Hokkaidó szigetére alkalmazták az Ezót egészen 1869-ig, amikor is a Meidzsi-kormányzat létrehozta mai nevét (Hokkaidó a. m. 'Északi Tengeri Körzet').